# Langelot et les Exterminateurs
Langelot et les Exterminateurs est le vingtième roman de la série Langelot, écrite par le Lieutenant X (Vladimir Volkoff). Il est paru pour la première fois en juillet 1973, dans la Bibliothèque verte.

## Principaux personnages
- Les « gentils »
  - Langelot : orphelin, agent du Service National d'Information Fonctionnelle, blond, 1,68 m, mince, « les traits menus mais durs ».
  - Commandant Rossini : chef de la section Action du SNIF.
  - Pierre Touzier (dit Pierrot la Marmite) : chef de mission.
  - Christiane Salbris : vingt-trois ans, ingénieur, gardée prisonnière par des bandits.

- Les « méchants »
  - Gilbert Chapuzeau : ingénieur.
  - Sidney la Gélatine : membre du SPHINX.
  - Léo Knife : président de la société Crash, utilisant des méthodes mafieuses.

## Résumé
Sur ordre du service Intendance, Langelot doit acheter divers vêtements pour des agents en mission. Il se rend dans des magasins de vêtements où il acquiert notamment une vieille veste rouge de marque « J. P. Allen. » Quelle n'est pas sa surprise de découvrir que la doublure contient un message évoquant un appel au secours : « Police help ! Christiane Salbris apt 92 Vilabella 613 (beware Chapuzeau). »
Dans le cadre d'une collaboration entre les services « Action » et « Protection » intitulée Mission : Farce, Langelot est envoyé avec son collègue le lieutenant Pierre Touzier, dit « Pierrot la Marmite », en Floride, lieu de séquestration supposé de l'auteur du message, avec pour mission de ramener en France Mme Salbris et M. Chapuzeau. En effet ces deux personnes travaillent pour la défense nationale dans le cadre du développement des armes bactériologiques et des moyens de leur faire face. Elles ont disparu depuis deux années et l'éclaircissement de leurs activités s'impose.
Langelot et Pierrot partent pour la Floride, déguisés en frères d'origine cubaine, retrouvent Christiane Salbris et la libèrent de ses geôliers. Ils sont en butte, d'une part aux recherches ordonnées par Sidney la Gélatine, l'un des dirigeants de l’association mafieuse SPHINX, qui a commandité l'enlèvement de la jeune femme, d'autre part aux menées personnelles réalisées par un dirigeant d'entreprise sans scrupules, Leo Knife, qui emploie notamment de faux policiers. À la suite d'une fusillade, Pierrot est grièvement blessé. Il ne peut plus poursuivre la mission.
La société Trux, entreprise d'insecticide, procède évidemment à l'extermination des insectes et des termites (d'où le titre du roman) ; elle est gérée par Sidney la Gélatine. Ce dernier cherche à créer et contrôler l’arme biologique absolue.
Dans le cadre de l'opération Revanche, Langelot et Christiane parviennent à berner Sidney la Gélatine et Leo Knife : ils s'emparent de M. Chapuzeau, geôlier de Christiane et piètre ingénieur. Ils font appel à un sous-marin de la Marine nationale pour rentrer en France. Après l'échec de la mission Farce, la mission Revanche s'achève par un entier succès.

## Autour du roman
- Un passage illustre avec humour, le manque de romantisme de Langelot :

Ils s'assirent sur des chaises longues. Le soir tombait. La mer devant eux virait au violet. Les vagues léchaient paresseusement le sable. Une brise un peu vive ébouriffait les feuilles des palmiers.

– Vous avez l'air bien rêveur, dit Christiane.

– Je pense au sous-marin qui repartira à vide ce soir ou demain, répondit Langelot.
- Dans ce roman, l'[réf. nécessaire]antenne nord-américaine du SNIF est basée à Miami ; dans Langelot à la Maison-Blanche, elle se retrouvera à Washington. Cette antenne n'apparaît pas lorsque Langelot opère au Canada, dans Langelot et le Gratte-Ciel.
- Dans Langelot et les Exterminateurs  Snif, le chef du SNIF, est doté du grade de colonel[2], alors qu'il est signalé le plus souvent comme général. Dans Langelot kidnappé, trois romans après celui-ci, il est général deux étoiles[3].
- Le sous-marin de la Marine française qui participe à cette mission s'appelle Bretagne[4]. Aucun sous-marin français n'a porté ce nom.
- Langelot, au moyen d'un bloc de télécommande acheté dans le commerce[5], déclenche l'ouverture ou la fermeture de la barrière électrifiée qui entoure les laboratoires Trux, sans se soucier de la conformité de la fréquence hertzienne ou de la longueur d'onde de sa télécommande avec celle du récepteur installé dans le mécanisme[6], conditions pourtant nécessaires.

## Les différentes éditions
- 1973 - Hachette, Bibliothèque verte (français, version originale). Illustré par Maurice Paulin.
- Réédition en 1981 (même format).